# إليزابيث روبنز
إليزابيث روبنز (6 أغسطس 1862-8 مايو 1952) هي ممثلة وكاتبة مسرحية وروائية ومناصر لحق النساء في التصويت. كتبت أعمالها باسم س. إي. ريموند.

## النشأة
ولدت إليزابيث روبنز، وهي الطفلة الأولى لتشارلز روبنز وهانا كرو، في لويفيل، كنتاكي. بعد صعوبات مالية، غادر والدها إلى كولورادو، تاركًا الأطفال في رعاية هانا. عندما أجبِرت هانا على الدخول إلى مصحة عقلية، أرسلت إليزابيث والأطفال الآخرين للعيش مع جدتها في زانسفيل، أوهايو، حيث تلقت تعليمها. كانت جدتها من سلحتها بالأعمال الكاملة لوليام شكسبير وبدعمها غير المشروط في سعيها للعمل في مدينة نيويورك. كان والدها من أتباع روبرت أوين وكان يحمل آراءً سياسية تقدمية. على الرغم من أن والدها كان وسيط تأمين، فقد سافر كثيرًا خلال طفولتها وفي صيف عام 1880، رافقته روبنز إلى معسكرات التعدين وتمكنت من حضور المسرح في نيويورك وواشنطن على طول الطريق. بسبب ذكائها، كانت إليزابيث إحدى المفضلات عند والدها. أرادها أن تلتحق بكلية فاسار وأن تدرس الطب. في سن الرابعة عشرة، شاهدت روبنز أول مسرحية احترافية (هاملت) والتي أشعلت رغبتها في ممارسة مهنة التمثيل. من 1880 إلى 1888، عملت في التمثيل في أمريكا.

## مهنة التمثيل
بعد وصولها إلى نيويورك، التقت روبنز سريعًا بجيمس أونيل، الذي ساعدها في الانضمام إلى مسرح إدوين بوث وبحلول عام 1882، كانت ترافقهم في الجولات. سرعان ما شعرت بالملل والغضب من لعب أجزاء الشخصيات الصغيرة البائسة وفي عام 1883 انضمت إلى شركة متحف بوسطن. قابلت هناك زوجها المستقبلي، جورج باركس، الذي كان أيضًا عضوًا في الشركة. في عام 1885 تزوجت روبنز من باركس. على الرغم من أن زوجها كافح للحصول على أدوار تمثيلية، إلا أنها سرعان ما كانت مطلوبة بشدة وبقيت تطوف البلاد في جولات طوال زواجهما. ربما تسبب رفضها لمغادرة المسرح في قتل باركس لنفسه عام 1887 بالقفز من فوق جسر إلى نهر تشارلز، موضحًا في مذكرة انتحاره، «لن أعترض نورك بعد الآن». في 3 سبتمبر 1888، انتقلت روبنز إلى لندن. مثل انتقالها إلى لندن ولادة جديدة بعد مأساة شخصية في أمريكا. باستثناء الزيارات الطويلة للولايات المتحدة من أجل زيارة العائلة، بقيت في إنجلترا لبقية حياتها.
في تجمع اجتماعي خلال الأسبوع الأول لها في إنجلترا، التقت أوسكار وايلد. طوال حياتها المهنية، كان يأتي ليشاهد تمثيلها ويقدم نقدًا لها، كما الحال في أحد أدوارها في مسرحية فرانسيس هودجسون بورنيت اللورد فونتليوري الحقيقي عام 1889. كان تعليق وايلد «لقد أثبتِ حقيقةً موقفك كممثلة من الدرجة الأولى. مستقبلك على مسرحنا مؤكد».
في وقت مبكر من إقامتها في لندن، أصبحت مفتونةً بمسرحيات إبسن. في عام 1891، أدى إحياء مسرحية بيت الدمية في لندن إلى اتصال روبنز بماريون ليا. شكلا معًا إدارة مشتركة، ما يجعل هذه الخطوة الأولى نحو المسرح الذي حلمت بها روبنز... مسرح الإدارة المستقلة والمعايير الفنية. العثور على عمل في المسرحيات النسائية التي كتبها رجال مثل إبسن، جلبت روبنز وليا شخصيات نسائية قوية إلى المسرح. وأشار جورج برنارد شو إلى أن ما يسمى بمسألة المرأة بدأ يزعج المسرح. جسدت إليزابيث روبنز وماريون ليا بإحضار هدا غابلر من إبسن إلى المسرح لأول مرة على الإطلاق في إنجلترا. مثل بيت الدمية خطوة مهمة في تمثيل النساء من قبل المسرحيين وكانت هدا خطوة مهمة لإليزابيث روبنز، لتصبح دورها المميز. كتب ويليام آرتشر في إحدى منشورات العالم: «لم يكن بإمكان سارة برنهارد أن تفعل ذلك بشكل أفضل». منذ ذلك الحين، أصبحت هدا مرادفة لروبنز على المسرح الإنجليزي. واصلت روبنز وليا إنتاج حفنة من مسرحيات إبسن المرأة الجديدة الأخرى. إن تجربة التمثيل وإنتاج مسرحيات إبسن وردود الفعل على عملها ساعدت في تحويل إليزابيث بمرور الوقت إلى داعمة ملتزمة لحقوق المرأة. في عام 1898، انضمت إلى ويليام آرتشر، الناقد المؤثر، وأنتجوا معًا مسرحيات إبسن غير الهادفة للربح. عُرفت في بريطانيا باسم كاهنة إبسن الكبرى.
في عام 1902، كانت لوكريزيا في فيلم باولو وفرانشيسكا لستيفن فيليبس في مسرح سانت جيمس بلندن. أنهت روبنز مسيرتها التمثيلية في سن الأربعين، وقد تركت بصمتها على المسرح الإنجليزي ليس فقط كممثلة ولكن كمديرة تمثيل.

## وصلات خارجية
- مؤلفات Elizabeth Robins في مشروع غوتنبرغ
- أعمال أو نبذة عن إليزابيث روبنز على أرشيف الإنترنت
- إليزابيث روبنز على موقع فايند أغريف